# Estado secreto polaco
El Estado Secreto Polaco, también conocido como Estado Clandestino Polaco (en polaco: Polskie Państwo Podziemne), es un término colectivo designado para las organizaciones de resistencia clandestina durante la Segunda Guerra Mundial en Polonia. Los primeros elementos del Estado secreto surgieron en los días finales de la invasión de Polonia que había comenzado en septiembre de 1939. El Estado Secreto fue percibido por sus partidarios como una continuación jurídica de la República de Polonia de la preguerra (y sus instituciones), que libró una batalla armada contra las potencias ocupantes del país: la Alemania nazi y la Unión Soviética.[cita requerida] El Estado clandestino abarcó no solamente la resistencia militar, una de las mayores en el mundo, sino también estructuras civiles, tales como los servicios educativos, culturales y sociales.
El Estado Secreto no contó con el apoyo o el reconocimiento de la extrema derecha (nacionalistas) ni de la extrema izquierda (comunistas). Si bien recibió un amplio apoyo a lo largo de buena parte de la guerra, su influencia decayó en medio de reveses militares, sobre todo el fracaso del Alzamiento de Varsovia, y la creciente hostilidad de la Unión Soviética. La Unión Soviética había creado un Estado títere alternativo en 1944 (el Comité polaco de liberación nacional) y aseguró que formara la base del gobierno de posguerra en Polonia. Durante la toma del poder comunista de Polonia apoyada por la Unión Soviética al final de la guerra, muchos involucrados con el Estado clandestino fueron procesados como supuestos traidores y murieron en cautiverio. Abandonadas por los Aliados occidentales, en la imposibilidad de negociar con los soviéticos y deseando evitar una guerra civil, las instituciones claves del Estado secreto polaco se disolvieron en la primera mitad de 1945.
Durante la Guerra Fría, la investigación sobre el Estado Secreto fue reducida por los oficiales comunistas polacos, quienes en su lugar enfatizaron el rol que desempeñaron los partisanos comunistas en la resistencia antinazi. Por ello, hasta hace poco, la mayor parte de la investigación realizada sobre este tema fue llevada a cabo por académicos polacos que vivían en el exilio.

## Definición e historiografía

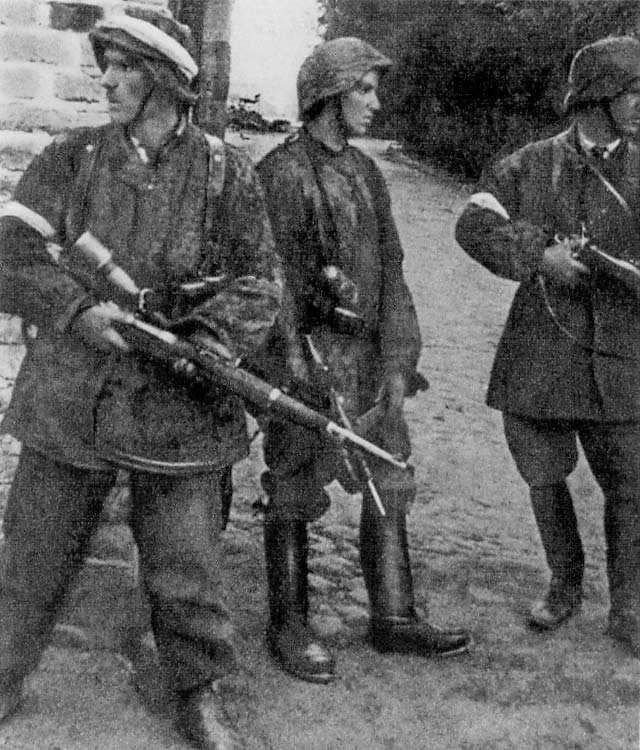
Soldados de la Armia Krajowa patrullando las calles durante el Levantamiento de Varsovia.

Durante décadas, la investigación sobre el Estado Secreto Polaco fue restringida, principalmente, debido a que la comunista República Popular de Polonia no deseaba reconocer por completo el papel desempeñado por la resistencia no comunista. Durante los primeros años de la posguerra estalinista, los esfuerzos por explorar este tema era considerado tanto ilegal como peligroso. En particular, era difícil estudiar las actividades del Estado secreto en los territorios anexados por la Unión Soviética en el período entre 1939 y 1941. La limitada investigación dedicada al Estado secreto que sí se llevó a cabo fue gracias, principalmente, a historiadores polacos emigrados que vivían en Occidente. El Estado comunista promovió una visión que marginalizó el movimiento de resistencia no comunista, al mismo tiempo que enfatizaba que el movimiento comunista (Armia Ludowa) había sido de importancia principal; de hecho, ocurrió lo contrario. La ausencia de investigación realizada por académicos polacos, junto con los obstáculos presentados a los académicos extranjeros que buscaban acceso a fuentes en la Polonia comunista, contribuyó a una situación en la que prácticamente los académicos occidentales no discutían sobre uno de los mayores movimientos de resistencia de Europa: el movimiento polaco de resistencia no comunista. La mayor parte de estudios occidentales se centraron en la mucho más pequeña resistencia francesa (la Résistance).
Con la caída del comunismo, Polonia recuperó la independencia total y los académicos polacos pudieron emprender investigaciones irrestrictas sobre todos los aspectos de la historia polaco. Los académicos que decidieron investigar el Estado secreto también se enfrentaron con la cuestión de su singularidad y, por tanto, el problema de definirlo. Al discutir sobre la historiografía del Estado secreto polaco, el historiador polaco Stanisław Salmonowicz la definió como una «colección de estructuras estatales-legales, organizacionales y ciudadanas que debían asegurar la continuación constitucional del Estado polaco en su propio territorio». Salmonowicz concluyó que «esta continuidad constitucional, el rendimiento real de las funciones del Estado en su territorio histórico y la lealtad de una gran mayoría de la sociedad polaca fueron los elementos más significativos de su existencia».